# Ryuga Suzuki
Ryuga Suzuki (født 28. februar 1994) er en japansk fodboldspiller.
Han har spillet for flere forskellige klubber i sin karriere, herunder Kashima Antlers, JEF United Chiba, Tochigi SC og Ehime FC.